# 神奈川県立多摩高等学校
神奈川県立多摩高等学校（かながわけんりつ たまこうとうがっこう）は、神奈川県川崎市多摩区宿河原5-14-1に所在する県立高等学校。2007年（平成19年）に神奈川県教育委員会が10校選出した「学力向上進学重点校」の内の1校。2019年、文部科学省によりSSH (Super Science Highschool) に指定。

## 沿革
- 1956年4月23日 - 創立
- 1963年1月26日 - 図書館完成
- 1965年4月6日 - 多摩高会館（食堂）完成
- 1965年5月2日 - 創立10周年記念式典挙行
- 1965年8月16日 - プール・更衣室完成
- 1967年3月31日 - 柔剣道場完成
- 1967年12月2日 - 生徒会館（クラブ部室）完成
- 1976年9月17日 - 創立20周年記念式典挙行
- 1986年9月12日 - 創立30周年記念式典挙行
- 1987年2月20日 - 新体育館兼講堂完成
- 1993年2月2日 - 新格技場完成
- 2005年11月5日 - 創立50周年記念式典挙行
- 2017年3月9日 - 新校舎建設工事完了、供用開始。

## 校訓
- 質実剛健
- 自重自恃（じちょうじじ）

## 設置課程
- 全日制普通科

## SSHの取り組み

### Meraki （メラーキ）
2019年度より総合的な探求の時間と情報の化学を融合し、SDGsの視点や情報活用能力を踏まえて研究を深めることを目的とし設置された学校設定科目。 Meraki はギリシャ語の情熱に由来する。

### SDGs DAYs
SDGsについて学ぶことを目的として行われる教科横断型授業。
例年9月に2日間で実施され、留学生や地元企業、大学教授などを招いた講演会や交流会も行われる。

## 学校施設と改築
- 1棟（1957年）現在、新校舎建設に伴い取り壊し済
- 2棟（1956年）現在、新校舎建設に伴い取り壊し済
- 3棟（1956年）現在、新校舎建設に伴い取り壊し済
- 4棟（1960年）現在、新校舎建設に伴い取り壊し済
- 新棟（1971年） 現在、新校舎建設に伴い取り壊し済
- 図書館棟（1962年） 現在、新校舎建設に伴い取り壊し済
- 東棟 (2013年) 校庭を一部削り建設された。
- 中央棟 (2017年) 図書館や視聴覚室が入る。
- 西棟 (2017年)
- 体育館（1986年）
- 格技場・部室棟（1992年）
- プール
- テニスコート
- 憩いの庭
- 学生食堂（多摩高会館）

2008年（平成20年）9月に神奈川県内全ての公立高校校舎を対象に実施された耐震性調査において、3棟を除く全ての校舎が全調査対象の中で特に耐震性が低く、大規模な地震の際に倒壊の恐れがあると診断された。県の「まなびや計画」により耐震化対策として建て替えが行われ、2017年に校舎建設が完了。今後、校庭整備が予定されている。

## 行事
- 開校記念日（2月1日）
- フレッシャーズキャンプ（4月）

　　1年生のみ、例年国立オリンピック記念青少年総合センターで、1泊2日の日程で行われる。
- 合唱コンクール（6月）
- 芸術鑑賞会（6月）
- 球技大会（年2回、5月･3月）
- 多摩高祭
  - 文化祭：例年9月第2土曜日と日曜日
  - 体育祭：例年9月第3日曜日
- 大師強歩（11月）

　 多摩高校から川崎大師まで多摩川土手に沿って約20キロメートルを歩くもの。2019年度は多摩川氾濫の影響により中止、2020年度以降はコロナウィルス感染防止のため中止。
- マラソン大会（12月）- 2019年度以降開催されていない

## 部活動・同好会

### 運動部
- ダンスドリル（女子）
全国高等学校ダンスドリル選手権大会ミスダンスドリルチーム全国大会2012ミスダンスドリルチーム部門第1位（文部科学大臣賞）・JAZZSmall部門第1位
- 陸上競技
男子全国高等学校駅伝競走大会第59回・60回・61回連続出場、その他インターハイ、国民体育大会出場
- バドミントン
女子団体2009年度関東大会出場
- 野球（男子）
最高成績は1976年夏と1980年秋の県大会ベスト4。
- 水泳
第2回全国高校ウォーターボーイズ選手権出場
個人 2016年インターハイ出場
個人 関東大会出場 複数回
県高校水泳大会リレーベスト8（決勝進出）
- サッカー
1969年と1979年に関東大会出場
- 硬式テニス
- ソフトテニス
- バスケットボール
- 卓球
- ハンドボール
- バレーボール
- ワンダーフォーゲル
- 体操（廃止）
- 剣道
1973年に女子団体で関東大会出場。

### 文化部
- 合唱
第8回カンテムス国際合唱フェスティバルにてコンペティション部門金賞受賞
第70回NHK全国学校音楽コンクール全国コンクール出場（この時の出場までの実話をベースにした『歌え!多摩川高校合唱部』が2012年6月に上梓された）
第49回全日本合唱コンクール全国大会出場
第22回東京ヴォーカルアンサンブルコンテスト高校部門金賞受賞
2008年、神奈川県教育委員会表彰並びに安藤為次記念奨励賞受賞
毎年ミューザ川崎シンフォニーホールにて開催される市民合唱祭に参加するほか、年1回定期演奏会を開催（2008年で第42回）
第79回NHK全国学校音楽コンクール神奈川県コンクール金賞
- ギターアンサンブル
全国学校ギター合奏コンクール4年連続（2009年・2010年・2011年・2012年）最優秀賞受賞
全日本学生ギターコンクール2008金賞・JAEM杯（審査員特別賞）受賞（2004年、2005年、2007年最優秀賞）
全国高等学校総合文化祭2年連続（第32回・33回）出場
- 吹奏楽
第60回神奈川県吹奏楽コンクール高校B部門金賞・朝日新聞社賞受賞
- THBC（放送特別委員会）
第59回NHK杯全国高校放送コンテスト出場
第30回全国高等学校総合文化祭出場
第61回NHK杯全国高校放送コンテスト出場
- 生物
第9回全国高校化学グランプリ金賞受賞
第10回全国高校化学グランプリ大賞受賞
- 美術
第51回全日本学生美術展推奨
第36回全国高等学校総合文化祭美術工芸部門神奈川県代表
- 地学
第29回神奈川県高等学校理科部研究発表大会　青少年センター館長賞受賞
第47回全国高等学校総合文化祭(2023かごしま総文)　出場[1]
第48回全国高等学校総合文化祭(2024ぎふ総文)　奨励賞受賞[1]
- 軽音楽
- 漫画研究
- 茶道
- 料理研究
- 写真
- 文芸

　　　 全校高校総合文化祭文芸部門県代表（令和元年、2年、3年））
- Tama International Club
第9回HPDU英語ディベート連盟杯　全国10位
日本高校生パーラメンタリーディベート連盟杯4年連続（第7、8、9、10回）出場

### 特別委員会
- 放送特別委員会

　　　 NHK杯全国高校コンテスト出場（平成30年、令和元年、2年、3年）
　　　 全国高校総合文化祭放送情報部門県代表（平成30年、令和元年、2年、3年）

### サークル・同好会（部活動未昇格の団体）
- 競技かるた(廃止)

## 交通
- JR南武線 宿河原駅 徒歩8分
- JR南武線・小田急小田原線 登戸駅 徒歩18分

## 著名な出身者

### 研究者
- 伊藤秀史（一橋大学名誉教授、早稲田大学大学院教授、日本経済学会会長）
- 渡邉隆行（九州大学大学院教授、中国・昆明理工大学客員教授、文部科学省学術調査官兼務、元東京工業大学大学院准教授、ミネソタ大学工学部機械工学科客員研究員（文部省在外研究員）
- 暦本純一（東京大学大学院教授、ソニーコンピュータサイエンス研究所副所長）
- 鳥海光弘（東京大学名誉教授、海洋研究開発機構海洋地球生命史研究分野分野長）
- 篠田英朗（東京外国語大学大学院教授）
- 小林至（桜美林大学健康福祉学群教授、元プロ野球選手）
- 杉山直（名古屋大学総長）
- 横井篤文（岡山大学副学長、ユネスコチェア「持続可能な開発のための研究と教育」チェアホルダー）
- 高野研一（慶應義塾大学大学院教授、日本原子力発電取締役）

### 政治家
- 中津川博郷（前衆議院議員）
- 木村剛司（前衆議院議員）
- 遠藤三紀夫（元座間市長）

### 経済
- 川村健一（コンコルディア・フィナンシャルグループ社長、元横浜銀行頭取）
- 小早川智明（東京電力ホールディングス社長、恩賜発明賞）
- 富田和成（ZUU創業者・社長）
- 前川眞基（元トヨタアドミニスタ社長、元トヨタ自動車副社長）
- 前田泰生（元電源開発会長）
- 森川亮（元LINE社長、C Channel社長）
- 矢島昌明（ワコールホールディングス社長）

### 官僚・法曹
- 大野市太郎（元大阪高等裁判所長官）
- 中込正志（外務省欧州局長、元内閣総理大臣秘書官）
- 並木正男（元大阪地方裁判所所長）
- 松尾克俊（元外務省要人外国訪問支援室長）

### アナウンサー
- 糸井羊司（NHKアナウンサー）（放送特別委員会OB）
- 筒井亮太郎（NHKアナウンサー）
- 陣内誠（フジテレビ元アナウンサー、現在番組審議室）（サッカー部OB会長）
- 小林穂波（元フジテレビ広報局長）
- 矢島悠子（テレビ朝日アナウンサー）（放送特別委員会OB）
- 板倉朋希（テレビ朝日アナウンサー）
- 大谷香奈絵（長野放送アナウンサー）
- くり万太郎（ニッポン放送アナウンサー）（本名：高橋良一）
- 堀井優太（NHKアナウンサー）

### 芸能
- 三上博史（俳優）
- 長野里美 (女優）
- 日下由美（女優）
- 安田あきえ（声優）
- 小沢健二（ミュージシャン、元フリッパーズ・ギター）
- 国府弘子（ジャズピアニスト）
- 厚見玲衣（ミュージシャン、元VOW WOW）
- 青木慶則（ミュージシャン、元HARCO、元BLUE BOY）
- 新津由衣（ミュージシャン RYTHEM）
- 加藤有加利（ミュージシャン RYTHEM）
- MAYUKO（クラシックギター奏者）
- 西洸人（アイドルINI）

### 漫画家
- 塀内夏子
- 津田雅美
- 宮城理子

### その他
- 成冨ミヲリ（アニメーター）
- 須崎正明（元プロ野球選手）
- 江野夏平（テレビ朝日プロデューサー）
- 菅崎弘之 - 精神科医、(長崎認知症研究会代表世話人)
- 山田清機（ノンフィクション作家）
- 佐藤尊徳（ジャーナリスト）
- 塩見康史（作曲家）